# Prinsendam (schip, 1973)
De Prinsendam was een cruiseschip dat werd gebouwd bij De Merwede in Hardinxveld-Giessendam voor de Holland-Amerika Lijn (HAL). Het was het eerste volledig als cruiseschip ontworpen passagiersschip voor de HAL en bedoeld als het eerste uit een serie van vier schepen, maar de andere zouden nooit gebouwd worden. Al op 3 januari 1936 werd de kiel gelegd voor wat de eerste Prinsendam had moeten worden, maar dit schip werd uiteindelijk te water gelaten op 10 april 1937 als de Nieuw Amsterdam.
Al tijdens de afbouw bij Wilton-Fijenoord in Schiedam brak er een grote brand uit die de passagiersaccommodaties en veel van de bovenbouw verwoestte, waarna het schip voor reparatie werd teruggesleept naar de bouwwerf. Toen de reparaties klaar waren, vertrok de Prinsendam naar het Verre Oosten. Het schip zou rond Indonesië gaan varen, maar dat was nauwelijks winstgevend en het schip verwisselde naar reizen op Vancouver en Singapore. In de zomer voer het vanuit Vancouver, in de winter vanuit Singapore. Eind 1980 had de Prinsendam zijn basis in Vancouver.

## De ramp
De reis van de Prinsendam begon vanuit Vancouver op 30 september 1980 met meer dan 320 passagiers en 190 bemanningsleden aan boord voor een 29-daagse cruise richting Indonesië. Om 00:40 uur op 4 oktober, toen de Prinsendam op weg was door de Golf van Alaska, 120 mijl ten zuiden van Yakutat, Alaska, brak er brand uit in de hoofdmachinekamer. De oorzaak was een gesprongen hogedrukbrandstofleiding van hoofdmotor II, de brandstof lekte op de uitlaatgassenleiding die onmiddellijk vlam vatte. De bemanning handelde snel, van de hoofdmachinekamer werden alle toegangen en ventilatiekokers gesloten en de ruimte werd om 01:37 uur gevuld met het blusmiddel kooldioxide, dat de vlammen moest doven. Door het toelaten van kooldioxide was de machinekamer niet meer toegankelijk. Het noodnet van het schip werd nu alleen nog gevoed door de noodgenerator, omdat de energievoorziening vanuit de machinekamer was weggevallen. De schoorsteen grensde aan de accommodatie en was tijdens de brand zeer heet geworden. Na het toelaten van CO2 daalde de temperatuur tot de kapitein toestemming gaf om de branddeuren in de accommodatie te openen om te ventileren, zodat de passagiers weer terug konden keren. Mogelijk heeft dit ertoe bijgedragen dat beddengoed in een ruimte tegen de schoorsteen kon gaan smeulen. In ieder geval brak er in de accommodatie brand uit en kort na 01:37 uur liet kapitein Cornelius Wabeke een XXX-bericht uitzenden.
De pogingen van de bemanning om het vuur in bedwang te houden, bleken nutteloos. De brand veroorzaakte een storing in de elektrische circuits en de weggevallen waterdruk, essentieel voor brandbestrijders, was niet te herstellen. Ruim twee uur na het uitzenden van het XXX-bericht werd het SOS-bericht door radio-officier Jack van der Zee op eigen initiatief uitgezonden. Er werd snel gereageerd door de United States Coast Guard, die in Juneau direct de redding begon te coördineren. Vliegtuigen werden die kant op gedirigeerd, waaronder een HH-3F Pelican-helikopter en een C-130 Hercules. De USCGC Mellon was op zo'n 550 zeemijl van de Prinsendam en werd met andere USCG-cutters richting de Prinsendam gestuurd. Ook de supertanker Williamsburgh had gereageerd op het SOS-bericht en meldde dat ze in 3½ uur ter plaatse kon zijn. De gezagvoerder gaf rond 06:00 uur het bevel schip verlaten. De evacuatie verliep zonder paniek en de passagiers kwamen allen veilig in de reddingsboten. Na het ontschepen bleken er nog 41 opvarenden aan boord te zijn, waaronder de kapitein met zijn vrouw.
De Williamsburgh arriveerde om 7:45 en direct werden passagiers en bemanning door helikopters van de sloepen naar de tanker overgebracht. Iets na middernacht arriveerde de USCGC Boutwell. Degenen die er het zwaarst aan toe waren, werden door de Boutwell naar Sitka gebracht. De Mellon arriveerde rond 18:30 die avond. Rond 21:00 ontbrak er nog één reddingssloep van de Prinsendam met 20 passagiers en twee technici van de Air Force. De Boutwell en een HC-130 Hercules gingen op zoek naar de sloep die rond 1:00 werd gevonden door de Boutwell toen er een lichtkogel werd waargenomen van de sloep. Kort daarna werden de passagiers overgenomen en was de operatie geëindigd zonder slachtoffers.
De Prinsendam was ondertussen verlaten en raakte op drift. Op 7 oktober ondernam sleepboot Commodore Straits een poging het schip terug te slepen naar Portland. De Prinsendam moest van de Amerikaanse autoriteiten 50 mijl uit de kust blijven. De sleepboot maakte vast, maar het weer verslechterde. Het schip maakte slagzij en maakte water door de zware zee. Op 10 oktober was het vuur aan dek uitgebrand, maar benedendeks woedde de brand voort. Het schip maakte steeds meer slagzij en in de morgen van 11 oktober werd het duidelijk dat het niet te redden viel. De Commodore Straits kapte de tros en de Prinsendam zonk uiteindelijk om 8:35 uur.
Ruim een jaar na de ramp vond er een zitting plaats van de Raad voor de Scheepvaart, van 16 t/m 20 november 1981. Dit behelsde een onderzoek naar de oorzaak van deze scheepsramp, alsmede over de vraag of deze scheepsramp was te wijten aan de schuld van een of meer van de betrokken scheepsofficieren. Behalve kapitein Wabeke zijn nog 5 andere officieren gehoord om vast te stellen of zij (mede)schuld hadden aan deze scheepsramp. Van de zes officieren zijn er vijf gestraft met een ontzegging van de bevoegdheden van enkele weken tot twee maanden.